# Carl Lange
Carl Lange, noto anche come Karl Lange (Flensburgo, 30 ottobre 1909 – Ostfildern, 23 giugno 1999), è stato un attore tedesco.

## Filmografia parziale

### Cinema
- Il mistero dei tre continenti (Herrin der Welt), regia di William Dieterle (1960)
- La valle delle ombre rosse (Der letzte Mohikaner), regia di Harald Reinl (1965)
- Schloß Hubertus, regia di Harald Reinl (1973)

### Televisione
- Der seidene Schuh - miniserie TV, 2 episodi (1965)